# Achatius von Brandenburg

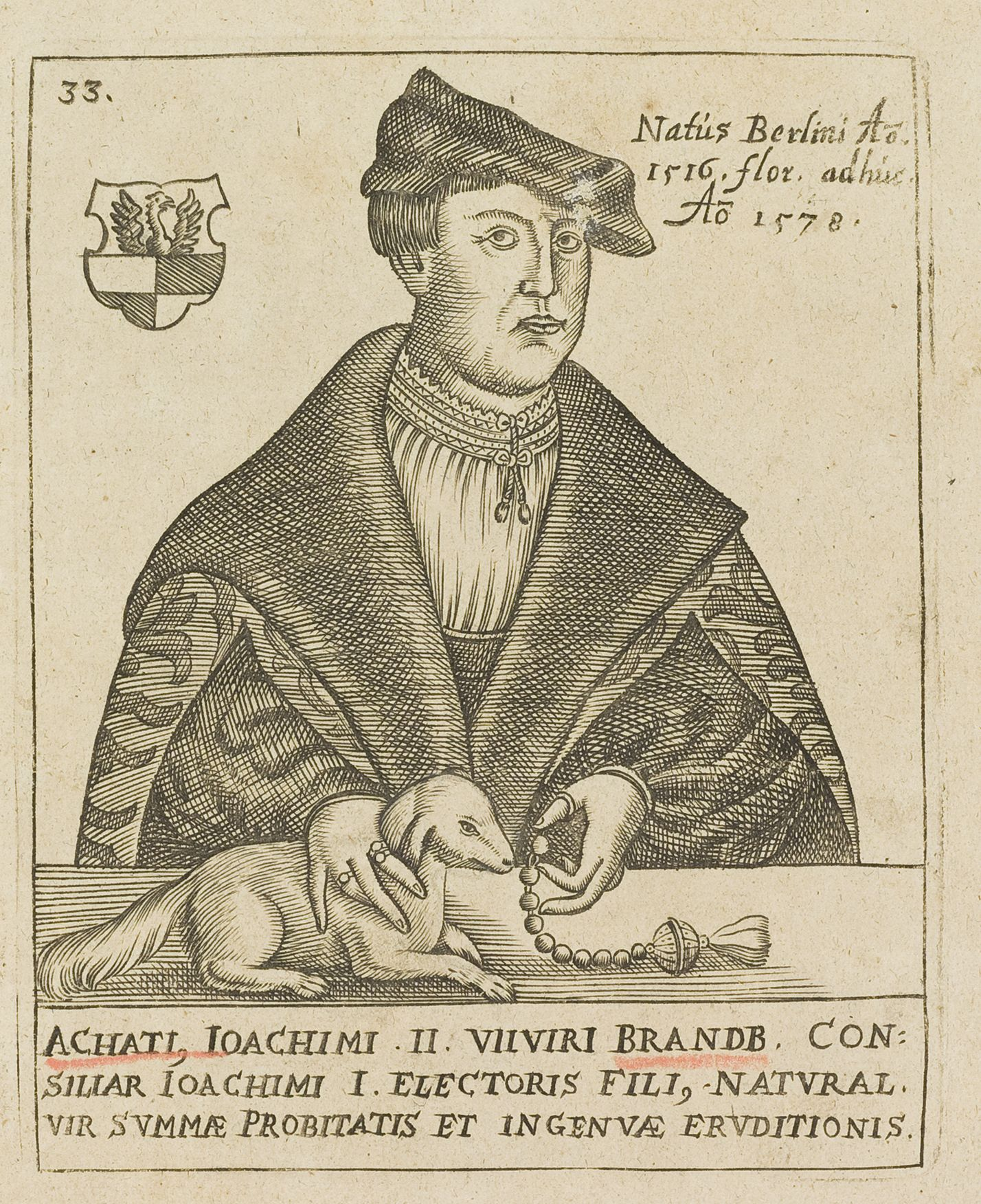
Achatius von Brandenburg in Martin Friedrich Seidels Bilder-Sammlung von 1671

Achatius von Brandenburg (* 1516 in Berlin, Kurfürstentum Brandenburg; † nach 1578) war Scholasticus in Mainz und Konsistorialrat in der Mark Brandenburg.

## Leben
Achatius war ein unehelicher Sohn des Kurfürsten Joachim I. von Brandenburg. Die Mutter ist unbekannt. 1536 wurde er Scholasticus im Stift St. Viktor vor Mainz und blieb dies bis 1550.
Seit 1576 war Achatius evangelischer Konsistorialrat im Kurfürstentum Brandenburg und nahm 1579 an der Kirchenvisitation der Altmark teil.
Er veröffentlichte Collectvr: Vnd Ausszug auss den Christlichen, reinen, jetziger vnserer zeit Lehrern, wie vnd warumb die Christlichen freyen, vnd vngefährlichen reinen Ceremonien, one verletzung der Gewissen, mögen, können vnd sollen, gehalten werden ; Collectur: Und Ausszug auss den christlichen, reinen, jetziger unserer zeit Lehrern, wie und warumb die christlichen freyen, und ungefährlichen reinen Ceremonien, one Verletzung der Gewissen, mögen, können und sollen, gehalten werden. Frankfurt am Main 1579., in dem er Auszüge aus Texten reformatorischer Theologen zu den kirchlichen Zeremonien zusammenstellte.